# Susong
Susong är ett härad som tillhör Anqings stad på prefekturnivå i provinsen Anhui i östra Kina. Häradsfullmäktige är beläget i köpingen Fuyu.

## Administrativ indelning
Susong är indelat i nio köpingar, 13 socknar och två administrativa enheter på sockennivå.
Köpingar (zhen):

- Changpu (长铺镇)
- Erlang (二郎镇)
- Fuxing (复兴镇)
- Fuyu (孚玉镇)
- Huikou (汇口镇)
- Liangting (凉亭镇)
- Poliang (破凉镇)
- Xiacang (下仓镇)
- Xuling (许岭镇)

Socknar (xiang):

- Aikou (隘口乡)
- Beiyu (北浴乡)
- Chengling (程岭乡)
- Chenhan (陈汉乡)
- Gaoling (高岭乡)
- Heta (河塌乡)
- Jiugu (九姑乡)
- Liuping (柳坪乡)
- Qianling (千岭乡)
- Wuli (五里乡)
- Zhifeng (趾凤乡)
- Zhoutou (洲头乡)
- Zuoba (佐坝乡)

Områden på sockennivå:

- Huayanghe Nongchang Zongchang (华阳河农场总场)
- Jiucheng Jianyu Guanli Fenju (九成监狱管理分局)

## Kulturminnesmärken
Det gamla fortet Baiyazhai (白崖寨) har kulturminnesmärkts av den kinesiska staten.